# Републикански път II-82
Републикански път II-82 е второкласен път, част от Републиканската пътна мрежа на България, на територията на Софийска област и област София. Дължината му е 86,3 km.
Пътят се отклонява надясно при 144,8 km на Републикански път I-8 в центъра на град Костенец и се насочва на запад през южната част на Костенецко-Долнобанската котловина. Минава последователно през град Долна баня и селата Марица и Радуил след което се изкачва до курорта Боровец (1335 м.н.в), разположен в северните склонове на Рила. От там се спуска към Самоковската котловина и достига град Самоков, като пресича изцяло територията на града от юг на север. В района между вилните зони „Мечката“ и „Щъркелово гнездо“ минава през късия Калковски пролом и на протежение от 11 km върви успоредно на западния бряг на язовир Искър. След стената на язовира в района на село Долни Пасарел навлиза в дълбокия Панчаревски пролом на река Искър, между планините Плана и Витоша от запад и Лозенската планина от изток, който е с дължина 22 km. При изхода на пролома минава край Панчаревското езеро и селата Кокаляне и Панчарево и на 2,1 km след него достига до Републикански път II-18 (Околовръстният път на София) при неговия 48,6 km в рамките на столичния квартал "Горубляне„.
В последните 5,4 км на територията на район „Панчарево“ се дублира с ул. Самоковско шосе.
В центъра на град Самоков, при 37,6 km отляво се влива второкласен Републикански път II-62 (80 km) от град Кюстендил. При 39,6 km (северния обход на гр. Самоков) се пресича с третокласен Републикански път III-822 (2,1 km) до град Ихтиман.
| Пътища, отклоняващи се надясно (населено място, № на пътя, посока на пътя)                                                                     | km   | Пътища, отклоняващи се наляво (посока на пътя, № на пътя, населено място)                                                                          |
| --- | ---- | --- |
| Община Костенец, Софийска област, I-8, 144,8 km, гр. Костенец →                                                                                | 0,0  | → гр. Костенец, 144,8 km, I-8, Софийска област, Община Костенец                                                                                    |
| гр. Костенец | 0,3  | → гр. Костенец, общински път (за с. Костенец) |
| (от с. Ново село) III-8222, 21,8 km, гр. Костенец →                                                                                            | 1,0  | гр. Костенец |
| Община Долна баня | 3    | Община Долна баня |
| (за 14,2 km, на III-8222) общински път, гр. Долна баня ←                                                                                       | 7,6  | гр. Долна баня |
| гр. Долна баня | 8,5  | → гр. Долна баня, общински път (за курорт Долна баня)                                                                                              |
| Община Самоков, (за с. Гуцал) общински път ←                                                                                                   | 11,5 | Община Самоков |
| с. Марица | 13,8 | с. Марица |
| с. Радуил | 15,1 | с. Радуил |
| к.к. Боровец | 28,1 | → к.к. Боровец, общински път (за с. Бели Искър) |
| гр. Самоков | 37,6 | ← гр. Самоков, 80 km на II-62 (от 25,7 km на I-6)                                                                                                  |
| (до гр. Ихтиман) III-822, 2,1 km ← | 39,6 | ← 2,1 km на III-822 (от 78,7 km на II-62) |
| (за с. Драгушиново) общински път ← | 41,3 | |
| | 43,3 | → общински път (за с. Широки дол) |
| (за с. Злокучене) общински път ← | 44,4 | |
| Област София | 49,6 | → общински път (за с. Горни Окол), Област София |
| | 59,9 | → общински път (за с. Долни Окол) |
| (за с. Долни Пасарел) общински път ← | 67,1 | |
| с. Кокаляне | 80,9 | с. Кокаляне |
| с. Панчарево | 83,1 | → с. Панчарево, общински път (за с. Бистрица) |
| (от ГКПП Видин - Калафат) I-1, 258,5 km, гр. София → (до гр. Бургас) I-6, 118,7 km, гр. София ← (от кв. „Княжево“) II-18, 48,6 km, гр. София → | 86,3 | → гр. София, 258,5 km, I-1 (до ГКПП Кулата - Промахон) ← гр. София, 118,7 km, I-6 (от ГКПП Гюешево) → гр. София, 48,6 km, II-18 (до кв. „Княжево“) |

## История
Шосето София – Панчарево – Пасарел – Калково – Самоков се строи в периода 1900 – 1912 г. Новото за времето си шосе е строено по германски проект. По него генерал Георги Вазов създава първата автомобилна линия в България. Наричат го царско, защото е наченато по времето на Фердинанд и основната му цел е била да се пътува по-лесно от София до Боровец тогава Чамкория. До 1958 г. този участък не е бил дори павиран. Използвал се е предимно от каруцари-кираджии, които превозвали чамов материал от Рила за София. Редовни автобусни превози се появили през 1940-те години, когато вече се движели и не малък брой леки автомобили. След построяването на новия път през пролома са възникнали и няколко ханчета и много често пътниците с конски впрягове от София се налагало да отпочинат или пренощуват в тях, и на другия ден да продължат пътя си.